# David Timm

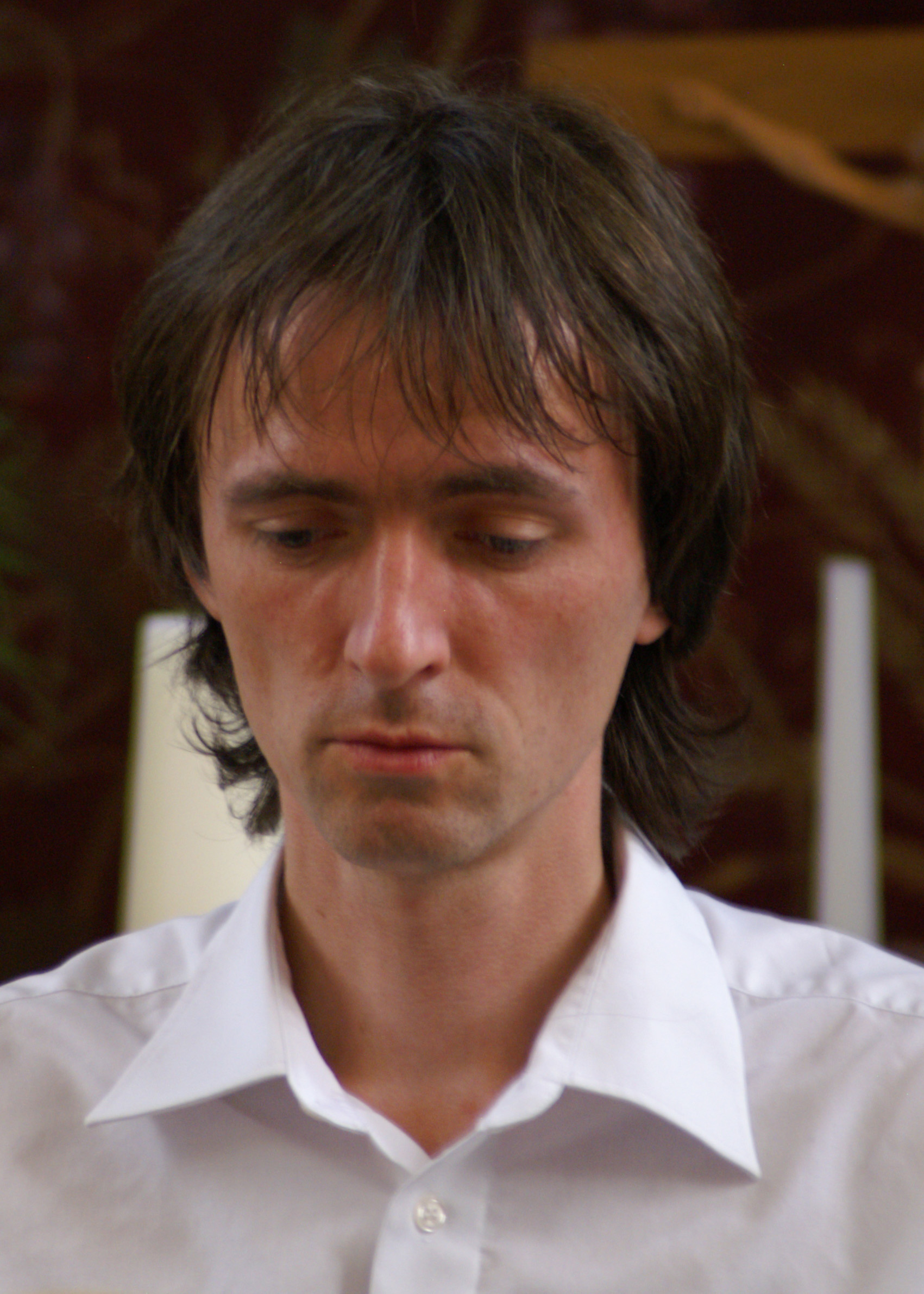
David Timm (2008)

David Timm (* 24. April 1969 in Waren an der Müritz) ist ein deutscher Pianist, Organist, Chorleiter und Jazzmusiker. Seit Februar 2005 ist er Universitätsmusikdirektor der Universität Leipzig und damit auch Leiter des Leipziger Universitätschors.
In seiner Schulzeit war Timm Mitglied und später Erster Präfekt des Leipziger Thomanerchors. Nach dem Abitur an der Thomasschule studierte er von 1989 bis 1995 an der Hochschule für Musik und Theater „Felix Mendelssohn Bartholdy“ Leipzig Kirchenmusik bei Hannes Kästner, Arvid Gast und Volker Bräutigam und schloss das Studium mit dem A-Examen ab. Nach dem Studium absolvierte Timm in der Meisterklasse von Markus Tomas ein Klavierstudium, das er 1999 mit Auszeichnung abschloss. 1996/97 weilte er zu einem Studienaufenthalt bei Karl-Heinz Kämmerling am Salzburger Mozarteum. Von 1998 bis 2002 unterrichtete er an der Evangelischen Hochschule für Kirchenmusik Halle Chor- und Orchesterleitung und seit 1998 an der Leipziger Musikhochschule liturgisches und seit 2002 zusätzlich künstlerisches Orgelspiel. 2017 wurde er zum Honorarprofessor an der Hochschule für Musik und Theater Leipzig ernannt.
Seit 1991 tritt Timm zusammen mit dem Saxophonisten Reiko Brockelt als JazzDuo Timm/Brockelt bei Klassik- und Jazzfestivals im In- und Ausland auf. Zusammen mit dem Saxophonisten Frank Nowicky gründete er 1999 die LeipzigBigband und war von 1999 bis 2006 musikalischer Leiter des Leipziger Vocalensembles.
1997 wurde er beim Internationalen Wettbewerb für Orgelimprovisation in Schwäbisch Gmünd mit dem ersten Preis ausgezeichnet.
David Timm ist Mitbegründer und Vorstandsvorsitzender der Richard-Wagner-Gesellschaft Leipzig 2013. Er wurde 2008 mit dem Mozartpreis der Sächsischen Mozart-Gesellschaft ausgezeichnet.